# Казімір Олексій Костянтинович
Казімір Олексій Костянтинович (05 червня 2001, м. Київ, Київська область, Україна - 04 березня 2001, с. Дмитрівка, Київська область, Україна)- студент кафедри військової підготовки Національного університету оборони України, доброволець ТРО.

## Коротка біографія
Казімір Олексій Костянтинович народився, 5 червня 2001 року, в місті Києві, в сім’ї військовослужбовців. Після закінчення школи вступив в Київський військовий ліцей імені Івана Богуна, далі продовжив навчання в Транспортній академії України (4 курс).
24 лютого 2022 року разом з товаришем виїхав з міста Києва до міста Буча, де вступив в місцеву територіальну оборону. Через 10 днів, блокпост де перебував Олексій був обстріляний із танків.
4 березня Олексій зі своїм товаришем Михайлом та дядьком Василем на авто виїхали в напрямку Житомирської дороги, де їх авто попало під обстріл ворожого танку. Всі, хто знаходилися в автомобілі загинули на місці. Серце Олексія перестало битися після наскрізного вогнепально-осколкового поранення голови. Після звільнення цих територій українськими військовими, тіла виявили медичні працівники й передали до моргу.
Через 53 доби, 26 квітня 2022 року, Олексій був похоронений в селі Захарівці.

## Нагороди та вшанування
16 травня 2022 року рішенням Ірпінської міської ради присвоєне почесне звання «Почесний громадянин міста Ірпінь» (посмертно) та вручена відзнака родині.
27 червня 2022 року Казімір Олексій Костянтинович був відзначений почесним нагрудним знаком Головнокомандувача Збройних Сил України  "За заслуги перед Збройними Силами України" (посмертно).
Указом Президента України № 585/2022 від 17 серпня 2022 року, "за особисту мужність і високий професіоналізм, виявлені у захисті державного суверенітету та територіальної цілісності України, вірність військовій присязі", нагороджений орденом «За мужність» III ступеня (посмертно).
12 липня 2022 року нагороджено медаллю «За оборону рідної держави» (посмертно).
19 серпня 2022 року нагороджений відзнакою «Орден добровольця» (посмертно).
4 березня 2023 року в річницю загибелі Казіміра Олексія відбувся мітинг, присвячений відкриттю меморіальної дошки у селі Захарівці. Право відкрити меморіальну дошку надалось дідусю Олексія – Бойчуку Миколі Івановичу.

Рішенням 32 сесії 8 скликання від 6 серпня 2024 року присвоєно звання «Почесний громадянин Чорноострівської територіальної громади».
| Текст вилучений зі статті через підозру в порушенні авторських прав |
| --- |
| Текст, що раніше перебував на цій сторінці, запідозрено в порушенні авторських прав на текст із таких джерел: https://irpinmemory.org/p/kazimirok/ Дата, коли було знайдено порушення: 18 червня 2025. Тому, хто повісив цей шаблон: На сторінку обговорення користувача, який розмістив цю статтю, варто додати повідомлення {{subst:nothanks cv\|Казімір Олексій Костянтинович\|url=https://irpinmemory.org/p/kazimirok/. |
| До уваги користувача, який розмістив цю статтю Не редагуйте статтю зараз, навіть якщо ви збираєтеся її переписати. Дотримуйтесь вказівок нижче. - Якщо власник авторських прав на зазначений вище матеріал дозволяє використовувати його на умовах GNU FDL без незмінюваних секцій та Creative Commons із зазначенням автора / розповсюдження на тих самих умовах, будь ласка, сповістіть про це на сторінці обговорення цієї статті. - Якщо правовласником є ви, додайте на зазначеному вище ресурсі примітку: «Матеріали дозволено використовувати на умовах GNU FDL без незмінюваних секцій та Creative Commons із зазначенням автора / розповсюдження на тих самих умовах». - Якщо дозволу на використання цього матеріалу немає, будь ласка, зробіть одне з двох: 1. Напишіть хоча б гарний накид статті на цій підсторінці. Зверніть увагу: не треба копіювати текст, що порушує авторські права, на зазначену підсторінку й редагувати його. Якщо ви взялися за написання нової статті, не забудьте сповістити про це на сторінці обговорення. 2. Залиште все як є, і тоді статтю буде вилучено. У випадку, якщо новий текст написано не буде, цю статтю буде вилучено через тиждень після появи цього попередження (детальніше див. документацію шаблону). Вихідний текст цієї статті з можливим порушенням копірайту можна знайти в історії змін. Зверніть увагу, що розміщення у Вікіпедії матеріалів, автор яких не надав явного дозволу на їхнє використання відповідно до ліцензії GNU FDL без незмінюваних секцій та Creative Commons із зазначенням автора / розповсюдження на тих самих умовах, може бути порушенням законів про авторське право. Користувачів, які додають до Вікіпедії такі матеріали, може бути тимчасово позбавлено права редагувати статті. Попри все, ми завжди раді вашим оригінальним статтям. Дякуємо. Цю сторінку внесено до категорії Вікіпедія:Можливе порушення авторських прав. |